# Нуклеотидна послідовність

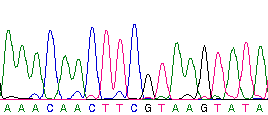
Електроферограма, отримана автоматичним секвенсером, показує фрагмент нуклеотидної послідовності.

Нуклеотидна або генетична послідовність — послідовність букв, що представляють первинну структуру реального або гіпотетичного ланцюжка нуклеїнової кислоти (зазвичай ДНК), що може нести генетичну інформацію.
Можливими буквами є A, C, G і T, які являють собою чотири нуклеотиди, що входять до складу ДНК — аденін, цитозин, гуанін і тимін і ковалентно зв'язані із фосфатно-цукровим остовом молекули. Нуклеотидна послідовність йде без пробілів, хоча пробіли можуть додаватися для зручності сприйняття людиною. Послідовність, написана зліва направо, наприклад AAAGTCTGAC, означає послідовність, що йде в напрямку від 5' до 3' .
Біологічна функція послідовності залежить від закодованої в ній інформації. Послідовність може бути «змістовна» або «сенс» (що несе інформацію, яка зчитується в живій клітині) та «антизмістовна» чи «антисенс» (комплементарна їй послідовність, наприклад антисенсова РНК). Крім того, послідовність може бути кодуючою (що переводиться у амінокислотну послідовність білків у процесі біосинтезу білків за правилами генетичного коду) або некодуючою (некодуючі РНК).
Нуклеотидна послідовності ДНК біологічного зразку може бути отримана у процесі секвенування ДНК. У деяких випадках, особливо при порівнянні послідовностей, окрім букв A, T, C і G в послідовності використовуються інші. Ці букви представляють багатозначність, тобто в цьому положенні може бути присутнім більш ніж один тип нуклеотидів. За правилами Міжнародного союзу теоретичної і прикладної хімії (IUPAC) використовуються такі букви:
```
       A = аденін
       C = цитозин           
       G = гуанін             
       T = тимін           
       R = G A (пурин)        
       Y = T C (піримідин)    
       K = G T (кето)    
       M = A C (аміно)
       S = G C (сильне зв'язування)
       W = A T (слабке зв'язування)
       B = G T C (всі крім A)
       D = G A T (всі крім C)
       H = A C T (всі крім G)
       V = G C A (всі крім T)
       N = A G C T (будь-який)
```